# Біографічний словник українських діячів науки
Біографічний словник українських діячів науки — енциклопедичний проєкт УАН. Ініціатор проєкту — В. Л. Модзалевський.

## Хронологія проєкту

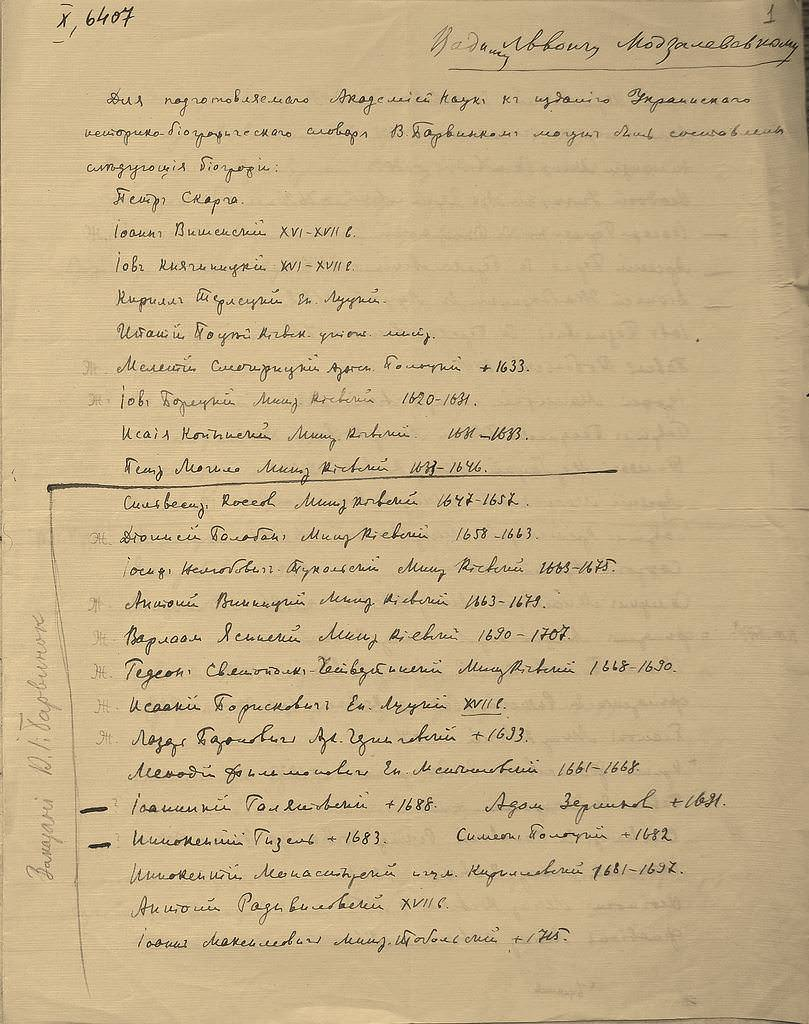
Лист В. І. Барвінка В. Л. Модзалевському з переліком біографій які Барвінок складає до Біографічного словнику українських діячів науки, 1918—1919 роки. Документ ІР НБУВ1 ф.X спр.6407 Інституту рукопису Національної бібліотеки України імені В. І. Вернадського

В. Л. Модзалевський і Д. І. Багалій в грудні 1918 р. подали на ім'я Президента Української академії наук В. І. Вернадського доповідну записку щодо програми складання і видання Біографічного словника українських діячів науки, історії, мистецтва і громадського руху.
У 1919 р. було створено також реєстр імен осіб, біографії яких мали увійти до Біографічного словника. Над українськими діячами культури 17 століття працював співробітник АН України В. І. Барвінок.
На початок 1922 р. було підготовлено 37,5 тисяч карток до Біографічного словника.
У 1923 р. картотека Біографічного словника зросла на 11 тис. карток.
За 1923—1933 рр. було зібрано близько 150 тисяч бібліографічних карток.
У 1933 р. проєкт створення першого українського Біографічного словника було закрито. Члени його комісії піддалися переслідуванням.